# 横田与志
横田与志（よこた よし、1943年（月日不明） - ）は日本の脚本家である。東京都出身。

## 人物
テレビドラマを中心に活動。
『HOTEL』シリーズをはじめ多数の人気テレビドラマの脚本を担当、教育映画や記録映画などの脚本にも多く携わっている。
映画脚本は、『化粧師 KEWAISHI』（2002年）、『精霊流し』（2003年）、『火天の城』（2009年）など。
第14回東京国際映画祭で『化粧師』で最優秀脚本賞を受賞（2001年）。

## 作品

### テレビ
- 1972年 『大江戸捜査網』
- 1973年 『戦国ロック はぐれ牙』
- 1983年～1986年、1990年 『3年B組金八先生』スペシャル
- 1983年 『長七郎江戸日記』
- 1985年 『華やかな誤算』
- 1986年 『一家だんらん物語』
- 1987年 『スタンド・バイ・ミー 気まぐれ白書』
- 1989年 『夏色の天使』
- 1990年 『息子のご帰還』
- 1990年 『HOTEL』
- 1997年 『新幹線'97恋物語』
- 1998年 『風になりたい (テレビドラマ)』
- 2000年 『Gメン75スペシャル-帰って来た若獅子たち-』
- 2002年 『こちら本池上署(第一期)』
- 2007年 『浅草ふくまる旅館』

### 映画
- 1970年　盛り場仁義 (日活）
- 1970年 『あつい壁』 「あつい壁」製作実行委員会
- 1975年 『青春狂詩曲』 高校生文化研究会、なかやまぷろ
- 1979年 『兎の眼』 新星映画、共同映画全国系列会議
- 1987年 『屋久島からの報告』　(制作・脚本) プロ未来
- 1979年 『いまできること…芦北学園の子供たち』 なかやまぷろ
- 1981年 『ブリキの勲章』　映画センター全国連絡会
- 1983年 『海と太陽と子供たち』 中山映画
- 1985年 『それぞれの旅立ち』　愛知私学映画製作上映委員会、中山映画
- 1986年 『やがて…春』　にっかつ児童映画
- 1987年 『風のあるぺじお』 日本PTA全国協議会、中山映画、協同広告
- 1988年 『かばのポトマス』 オープロ
- 1992年 『セイリング 海にはばたく』 全国映画センター
- 1998年 『見えない壁を越えて 声なき者たちの証言』
- 2007年 『新・あつい壁』　全国映画センター
- 1970年 『盛り場仁義』 日活
- 1971年 『暴力団・乗り込み』 ダイニチ映配
- 2002年 『化粧師 KEWAISHI』　東映
- 2002年 『旅の途中で』　FARDA日活
- 2003年 『精霊流し』 日活/東北新社
- 2009年 『火天の城』 東映